# Walvishaaien
De walvishaaien (Rhincodontidae, "rasptanden") vormen een familie van haaien. Meestal wordt alleen de walvishaai (Rhincodon typus) tot de familie gerekend, maar in 2001 gaf M. Goto de naam Rhincodontidae aan een klade die zowel Rhincodon als de verpleegsterhaai Ginglymostoma omvat, met die twee als nauwst verwante soorten, alsmede het geslacht Stegostoma als hun zustergroep. Vroegere fossiele vormen zijn nog onbekend. De familie werd in 1984 benoemd door Leonard Compagno.